# بونزوه
بونزوه (به آلمانی: Bunsoh) یک شهر در آلمان است که در دیمارشن واقع شده‌است. بونزوه ۸۷۵ نفر جمعیت دارد.